# Magyar Fém- és Lámpagyár Rt.
A Magyar Fém- és Lámpagyár Rt., későbbiekben különböző neveken Lampart előtaggal, egy nagy múltú budapesti fémipari létesítmény volt Budapest X. kerületében.

## Története
A gyárat 1878-ban alapította meg a Testory-család. Már 1883-ban részvénytársasággá alakították át Testory-féle Fém- és Lámpaárugyár Rt. néven. Később Magyar Fém- és Lámpagyár Rt.-ként működött. A gyár kezdetben a mai Cserkesz utca – Kőér (korábban Apaffy) utca – Gergely utca – Kelemen utca által határolt telken működött, de később átterjeszkedett az ettől délre elterülő, Vaspálya utca – Kőér (korábban Apaffy) utca – Cserkesz utca – Lámpagyár utca közötti telekre is. Ez ezt megelőzően az Első Kőbányai Részvény Gőztéglagyár déli oldala volt (a gyár ma már nem létezik).
Termékei elsősorban petróleumlámpák, csillárok, vagonvilágító berendezések, gázrezsók és bronz díszműáruk voltak kezdetben. Elismertségét mutatta, hogy már a századfordulón a gyár csillárjait használta a budai királyi palota, az Országház, és a fővárosi bankok székházai is.
1932-től az üzem része volt a fűtési berendezések-, fürdőszoba-berendezések- és színesfémöntvények gyártásával foglalkozó Győrffy-Wolf Fémárugyár Rt. Ugyancsak 1932-től használta a gyár a Lampart márkanevet. 1935-ben összeolvadt a Fegyver- és Gépgyár Rt.-al, ezt követően a telephely a Fémárú Fegyver-és Gépgyár Rt. része lett. 1947-ben, 12 évi együttműködés után leválasztották a Fegyvergyárról. Több kisebb átszervezést követően 1948-ban sor került az államosítására Lampart Zománcárugyár Nemzeti Vállalat néven. 1951-től Kőbányai Zománcárugyár, 1957-től Lampart Művek, 1959-től – hat vállalat összevonása után – Zománcipari Művek Lampart gyáregysége, 1968-tól Lampart Zománcipari Művek Vegyipari Gépgyára, 1981-től Lampart Vegyipari Gépgyár néven működött. Az üzem az 1950-es években az edénygyártásról fokozatosan átállt a savállóan zománcozott élelmiszeripari és vegyipari gépek és berendezések, tartályok gyártására.
A rendszerváltást túlélte a cég, és 1993-ban kft.-vé alakították (Lampart Vegyipari Gépgyártó és Forgalmazó Kft.). Privatizációjára 1995-ben került sor, ekkor neve Lampart Vegyipari Gépgyár Kft.-re, 1997-ben Lampart Vegyipari Gépgyár Rt.-re változott. A gyár 2000-ben 135 főt foglalkoztatott. A 2000-es években szűnt meg.

### Iparvágány
A gyár iparvágány kapcsolattal rendelkezett Kőbánya-Kispest felé. A vágány délről, a Kőér utca vasúti átkelőnél ment be a déli telekre, majd a Cserkesz utcát keresztezve átment az északi telekre is. Ugyan vasúti kiszolgálás napjainkban már nincs rajta, maga a vágány – számos gyár iparvágányával ellentétben – nem került elbontásra.

### Líra raktárvásárok
Napjainkban az északi telek Gergely utca / Kelemen utca sarkán lévő csarnokokba beköltözött a Líra Könyv Zrt. Évente itt is tartja a nagy sikerű Líra raktárvásárokat.

## Képtár

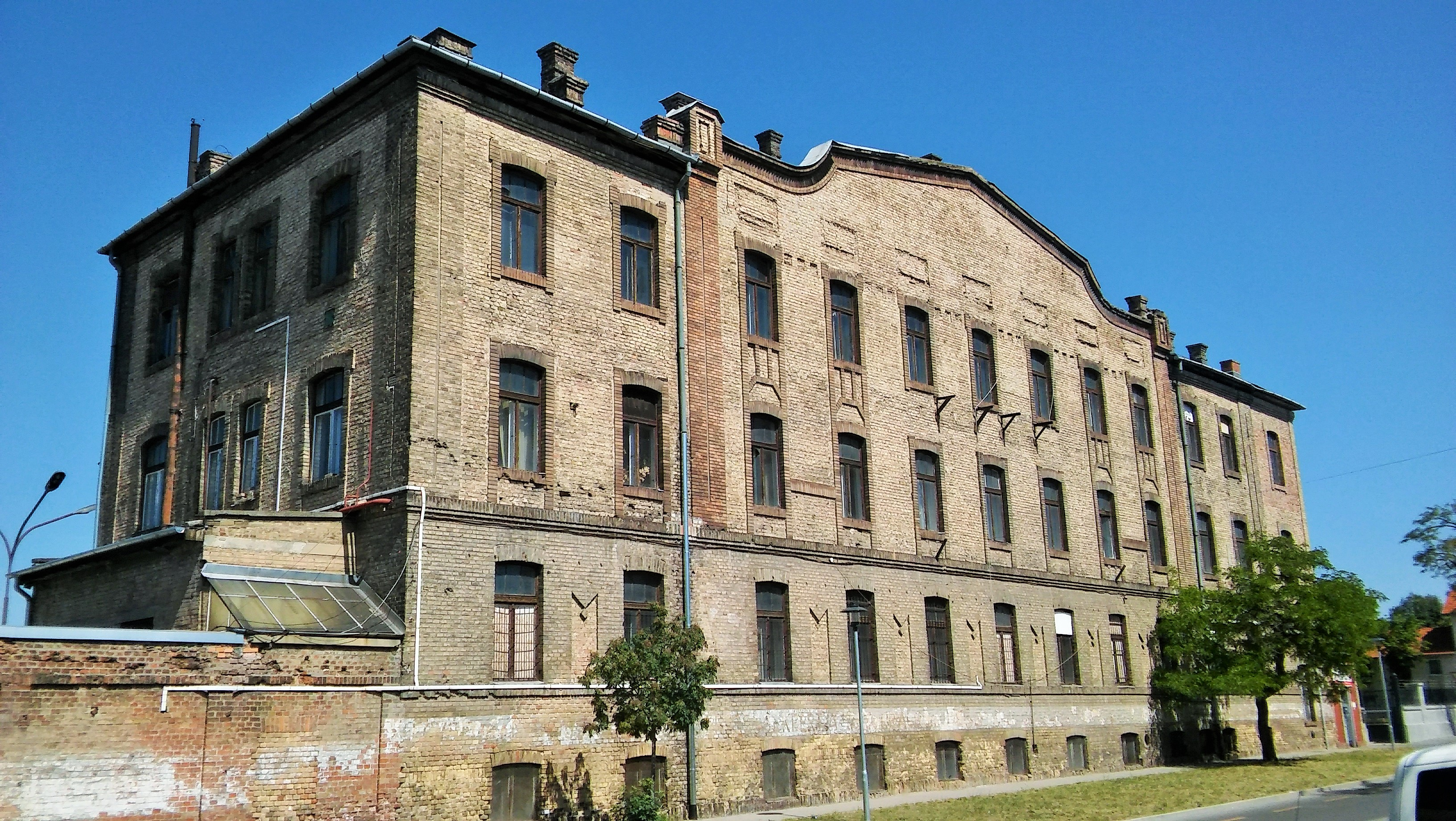
Ipari épület (északi telephely)
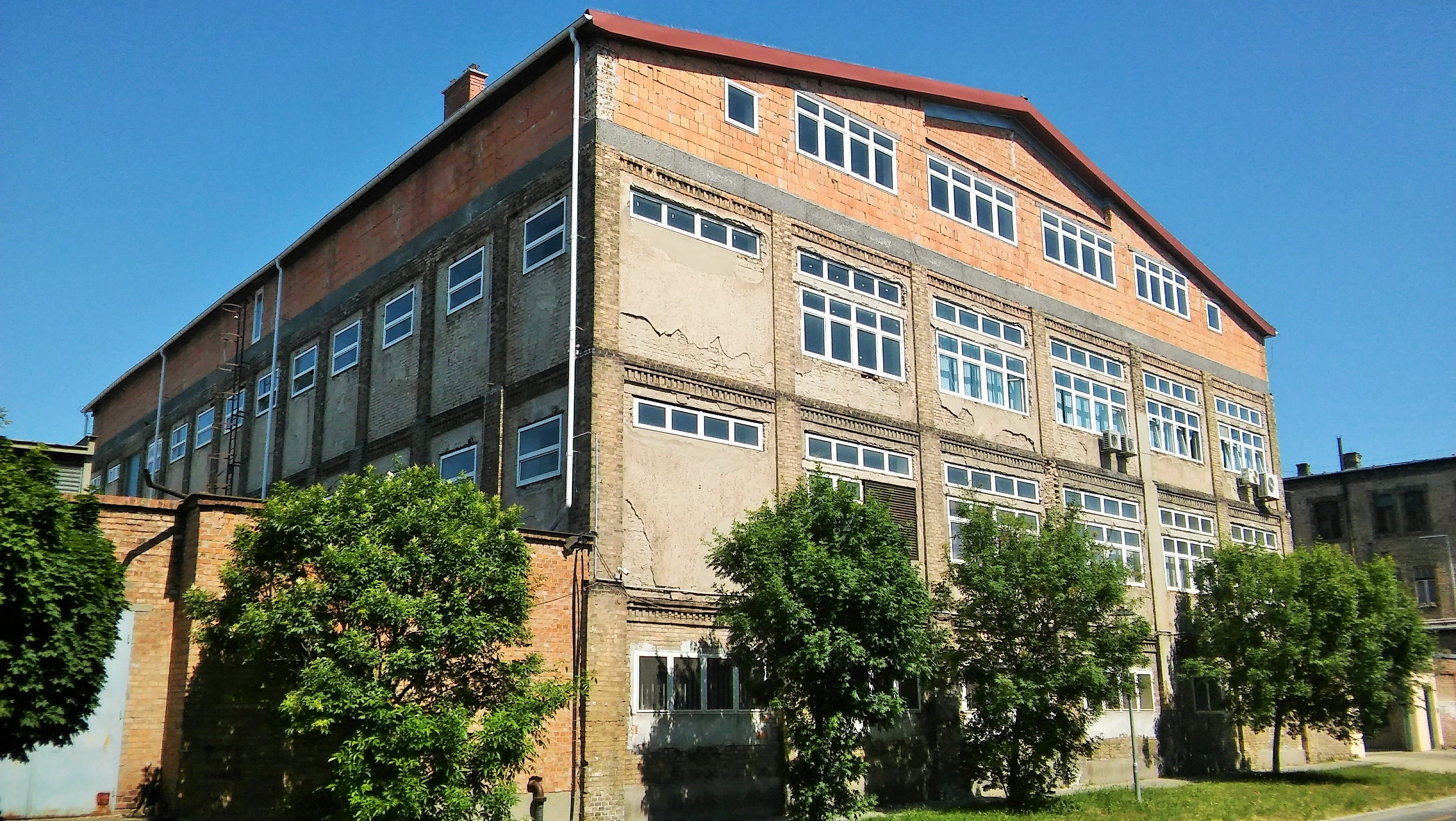
Ipari épület (északi telephely)
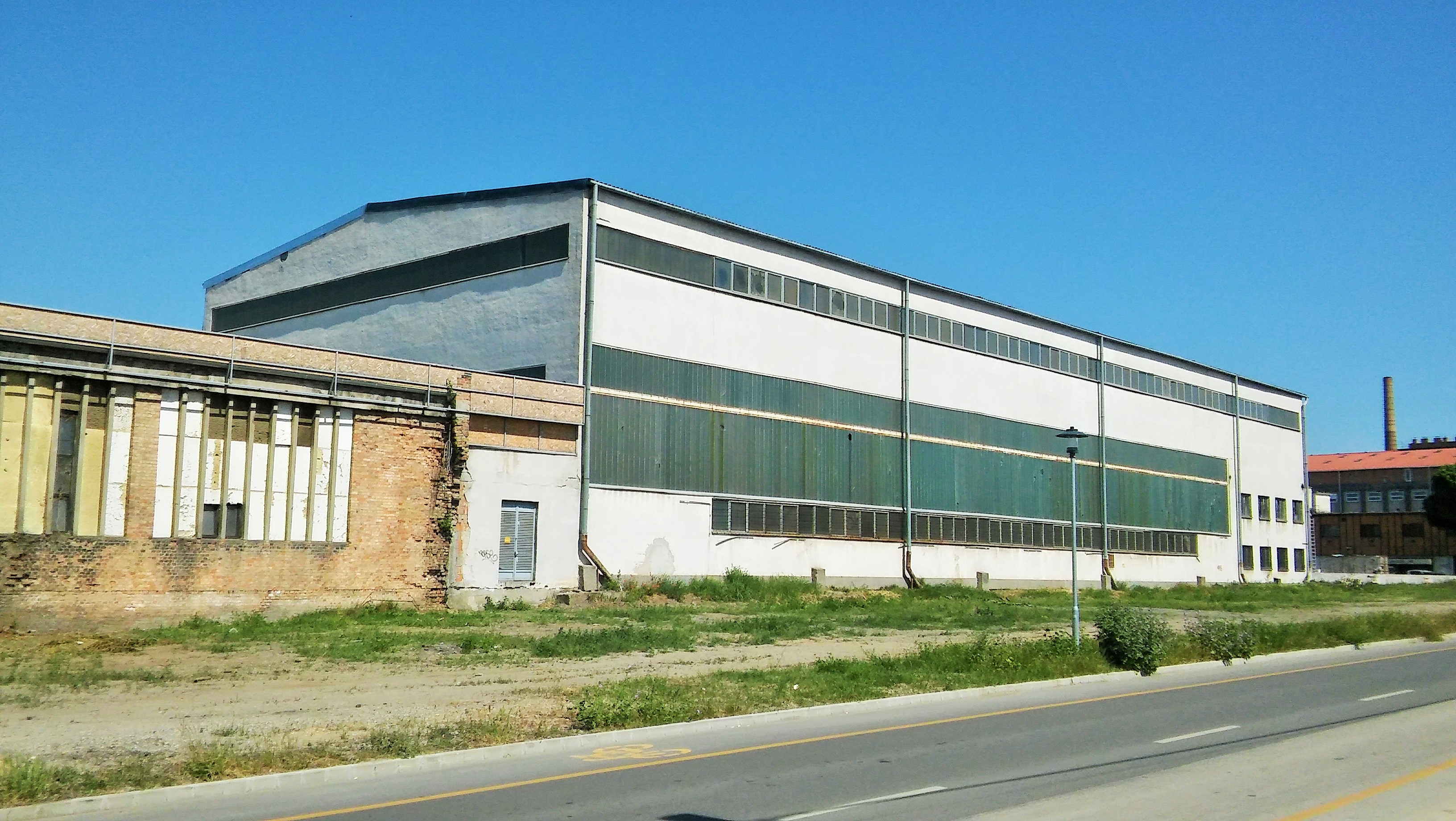
Ipari épület (déli telephely)
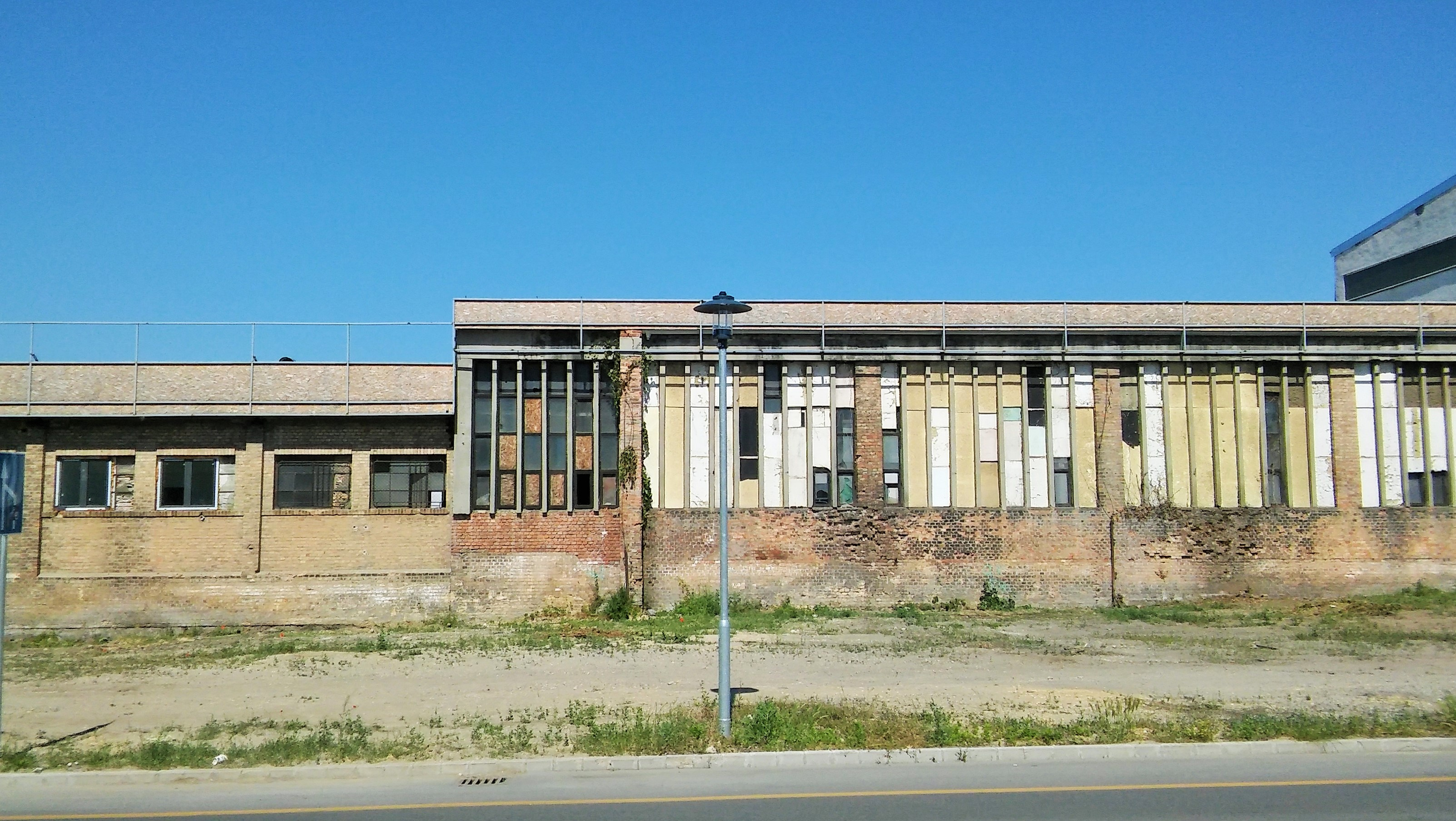
Ipari épület (déli telephely)
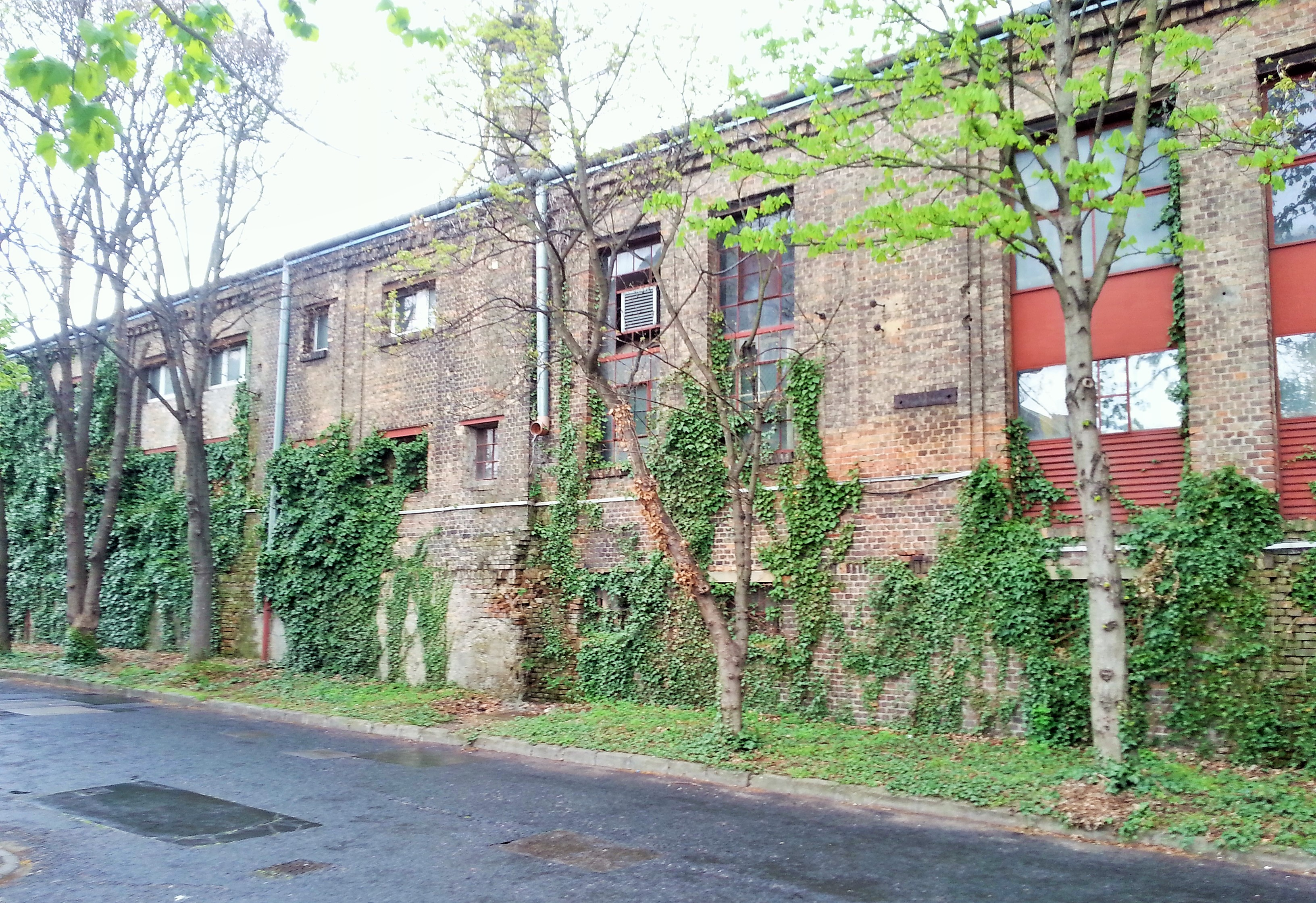
Ipari épület (déli telephely)
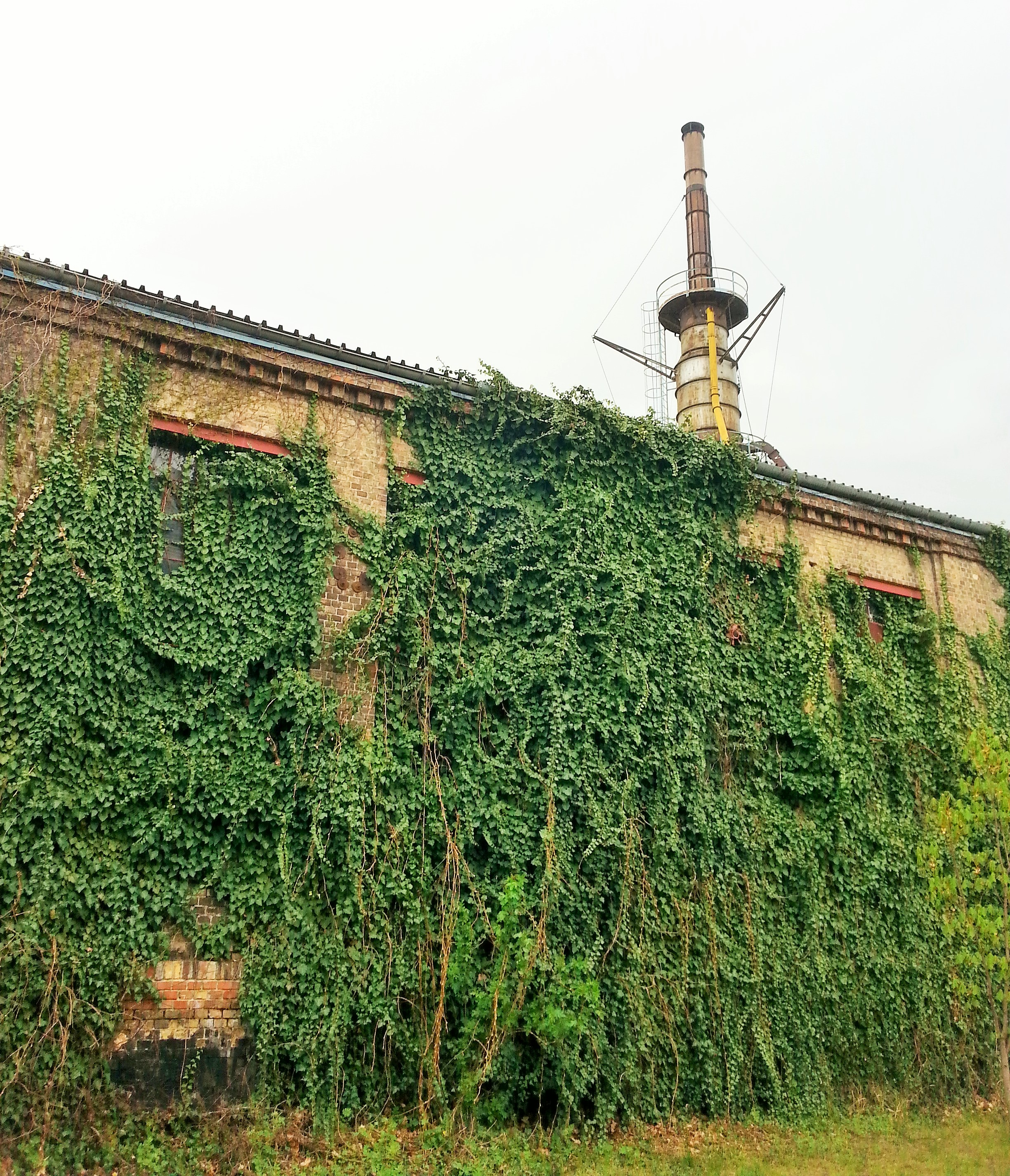
Ipari épület (déli telephely)
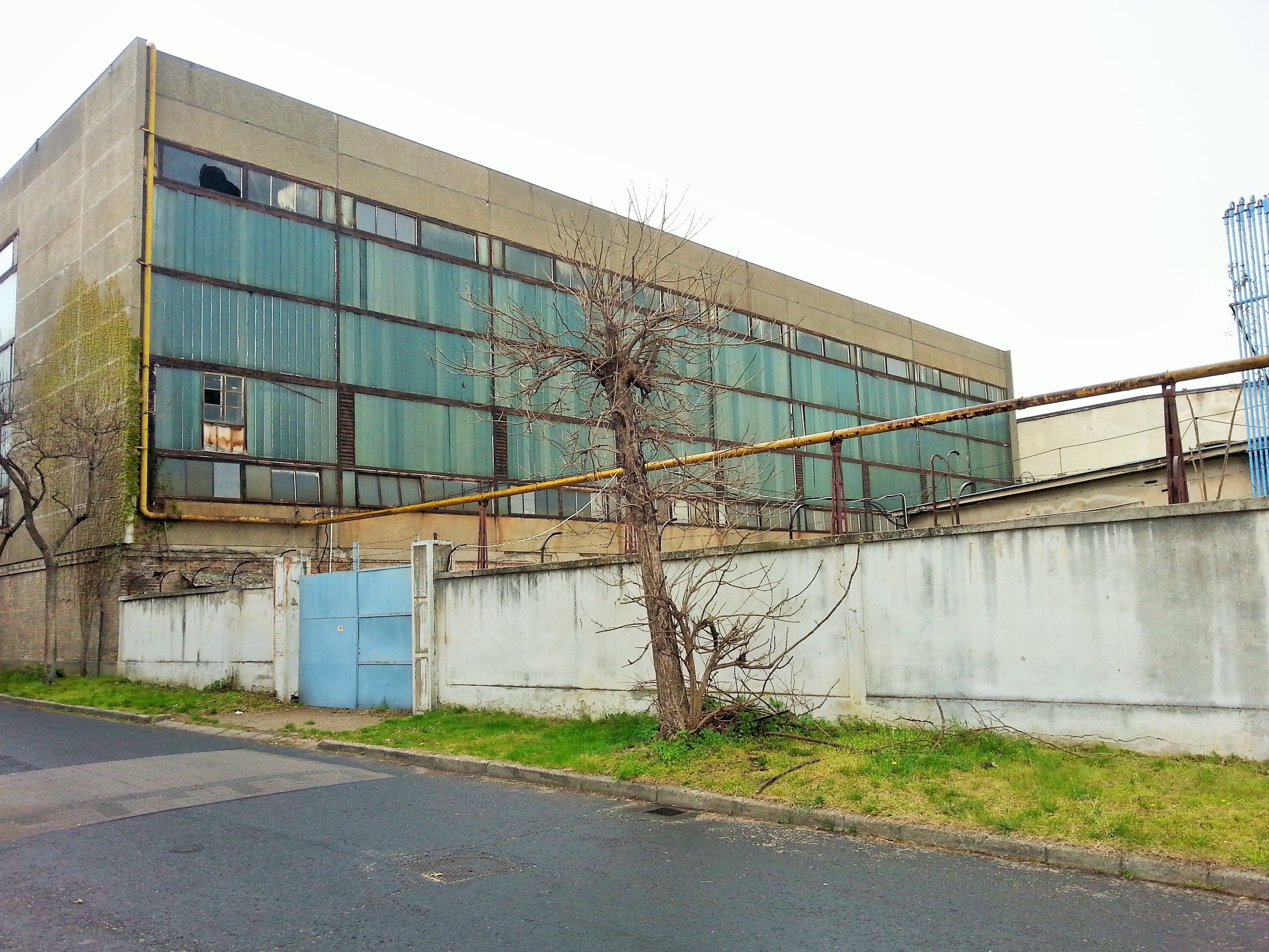
Ipari épület (déli telephely)
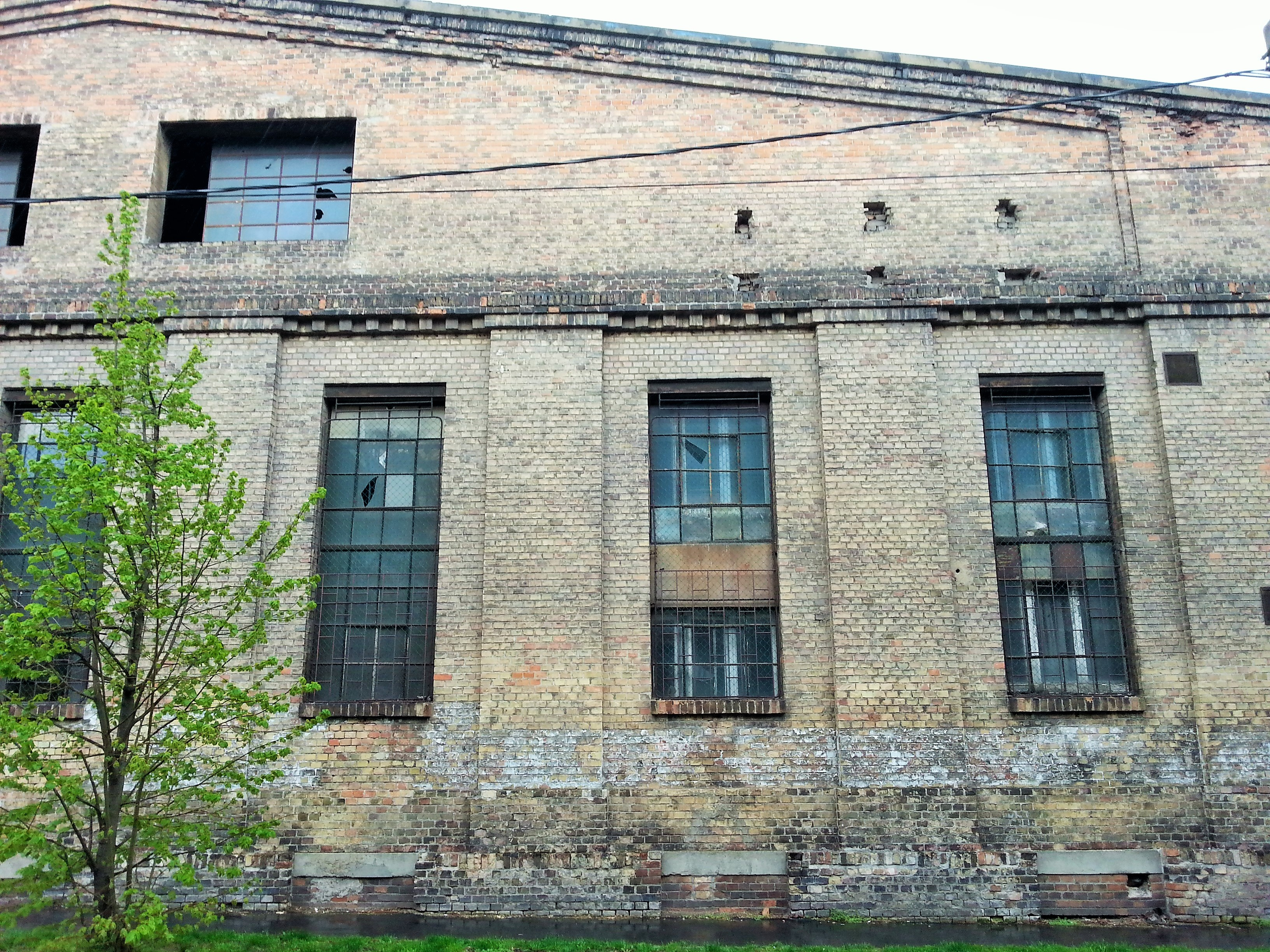
Ipari épület (déli telephely)
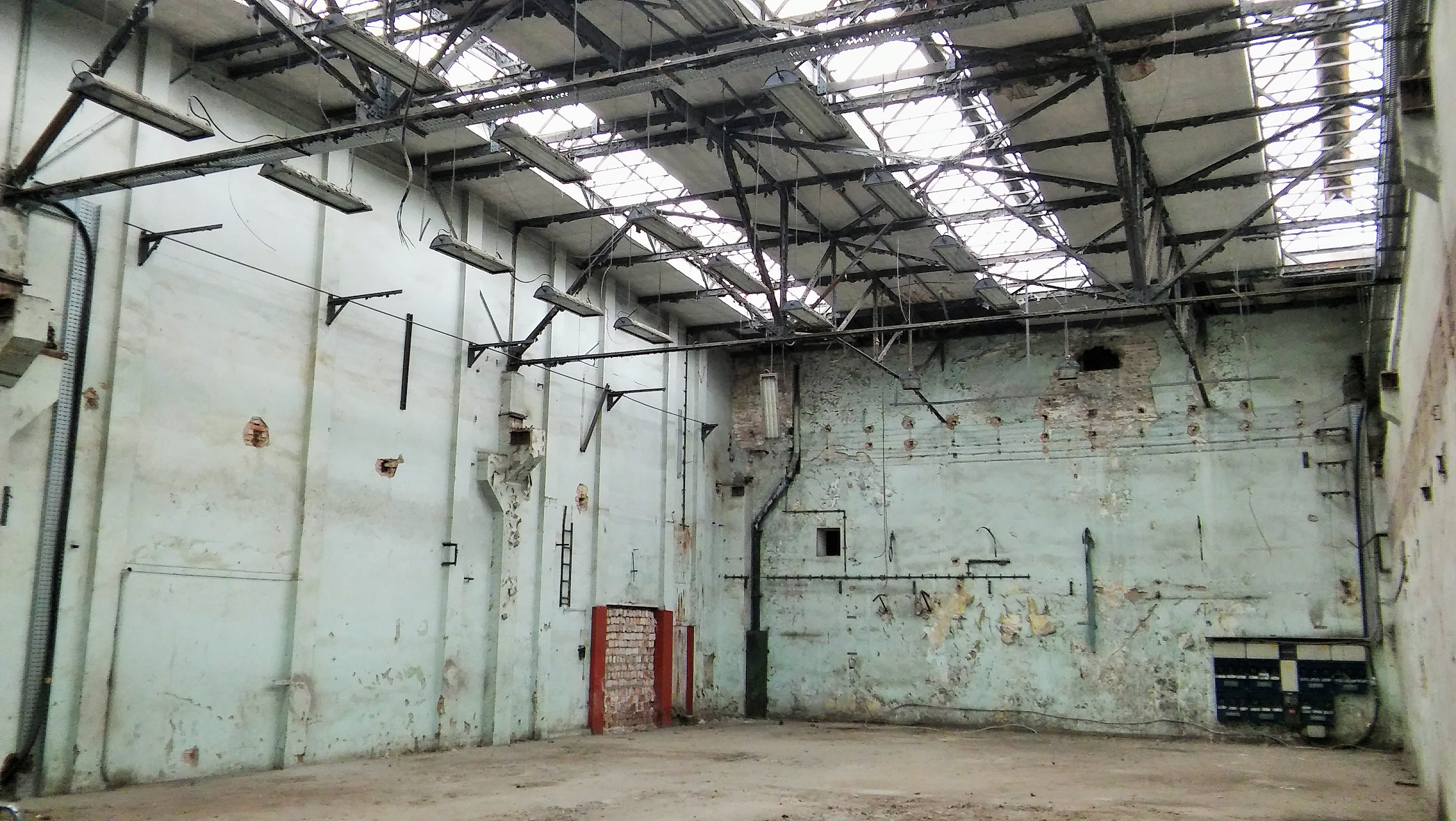
Líra raktár
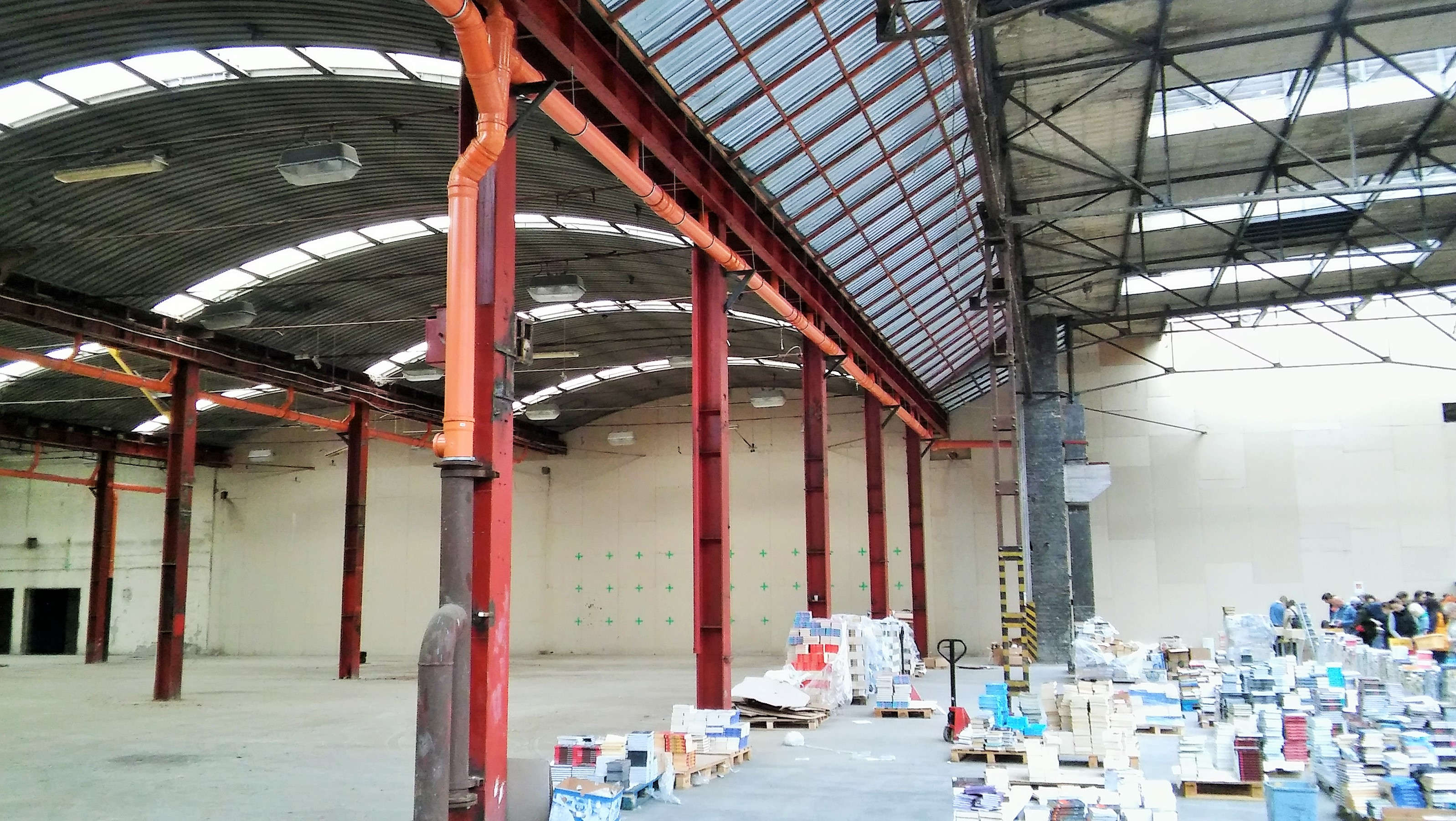
Líra raktárvásár
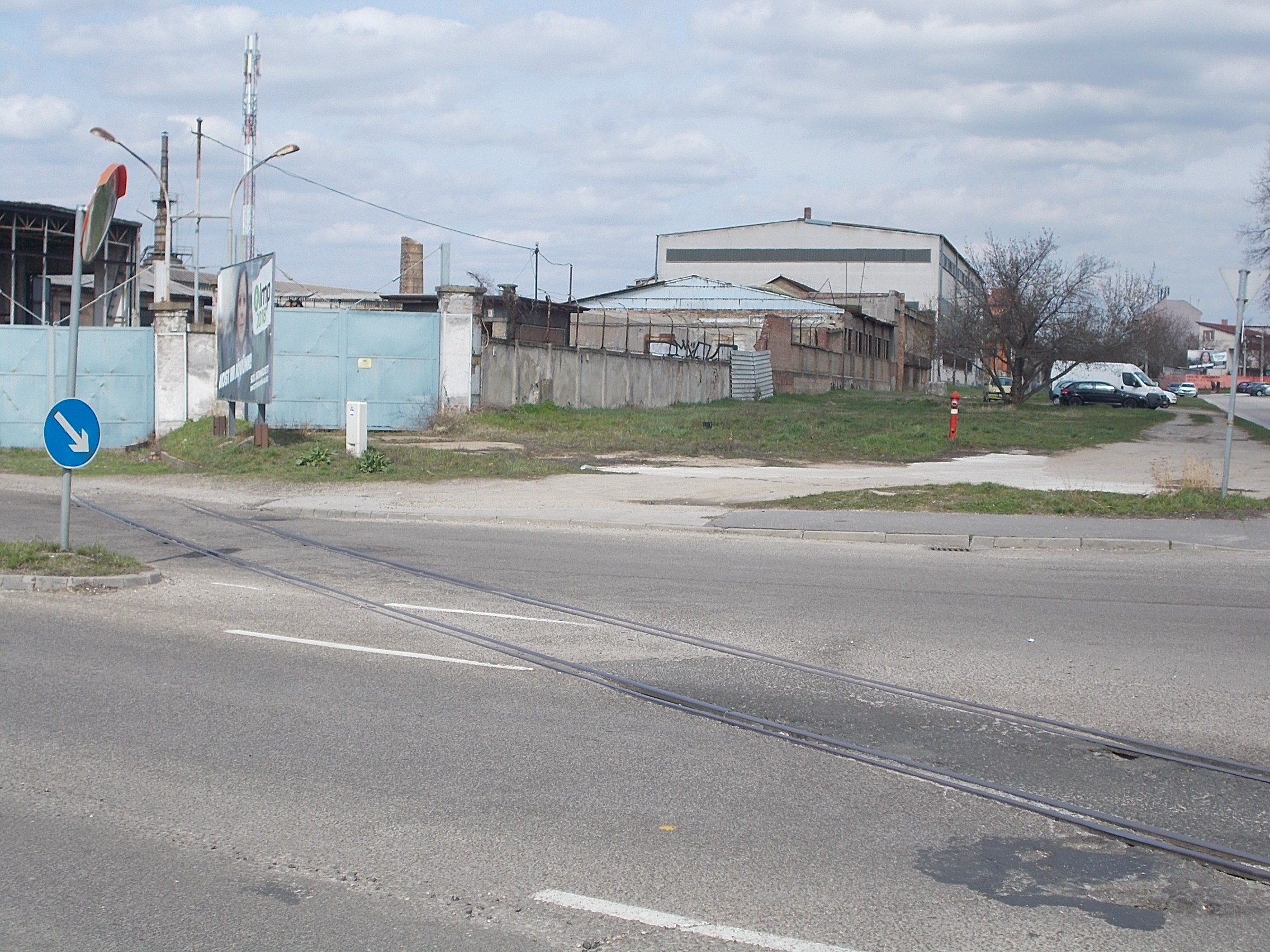
Iparvágány bemenet a Kőér utca felől
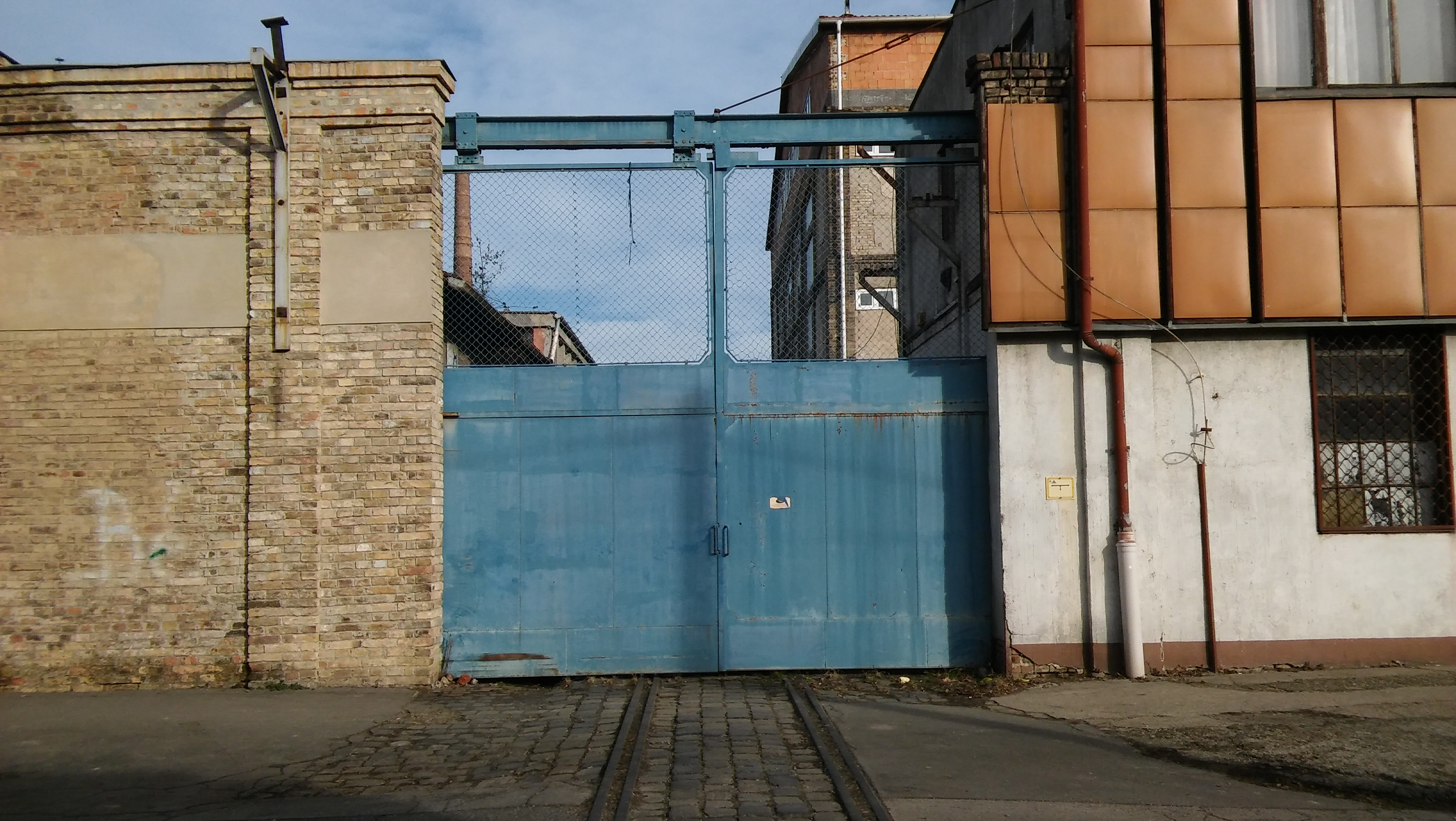
A két telephely közötti iparvágány